# Eleanor Patterson
Eleanor Patterson (Leongatha, 22 de maio de 1996) é uma atleta australiana, campeã mundial salto em altura. Conquistou a medalha de ouro no Campeonato Mundial de Atletismo de 2022 em Eugene, Estados Unidos. Sua melhor marca – 2,02 m, também recorde da Oceania – foi conseguida com a medalha de ouro em Eugene. No Mundial seguinte, Budapeste 2023, ficou com a medalha de prata. Ela também tem uma medalha de prata em saltos indoor, conquistada no Campeonato Mundial de Atletismo em Pista Coberta de 2022 em Belgrado, na Sérvia.